# Гавія (газоконденсатне родовище)
Гавія (газоконденсатне родовище) — гігантське  газоконденсатне родовище у Східній провінції Саудівської Аравії.
Певний час власні енергетичні потреби Саудівської Аравії покривались за рахунок нафти. Разом з нею отримували великі обсяги попутного газу, який передусім призначався для нафтохімічної промисловості та експорту. Втім, наприкінці 20 століття вирішили залучити до розробки поклади вільного (неасоційованого) газу, застосування якого в енергетиці дозволило б вивільнити значні обсяги нафти. Розвиток нового напрямку у видобутку вуглеводнів почали з газоконденсатного родовища Гавія, що знаходиться під нафтовими покладами однойменного сектору найбільшого в світі нафтового родовища Гавар.
Про існування під Гаваром великих ресурсів газу у належній до верхньої пермі формації Хуфф (Khuff) було відомо давно, проте вони вирізнялись високим вмістом шкідливого сірководню. При цьому в 1980-му буріння під Шедгамом (один з розташованих північніше від Гавії блоків Гавару) виявило наявність газоконденсату з низьким вмістом сірководню у девонській формації Джавф (Jauf). Це стало підставою для проведення у 1990-х роках розвідувальної кампанії на розташовані нижче за Хуфф горизонти, першим успіхом якої стало спорудження в 1994-му свердловини Hawiyah-200, яка показала на тестуванні добовий приплив на рівні 0,57 млн м3 газу та 3286 барелів конденсату з формації Джавф. Також певні обсяги природного газу знаходились у належній до нижньої пермі формації Унайза (саме тут в 2020-х роках розпочали створення першого саудійського підземного сховища газу Гавія).
Відкладення Джавф складені пісковиками, що виникли в умовах мілководдя. Вони мають аномально високу пористість та вміщують газ із низьким вмістом сірководню. Материнськими породами виступають відкладення формації Qalibah, що належить до нижнього силуру та виникла в лландоверійську епоху на тлі трансгресії, до якої призвело танення льодовиків. Розташовані в її нижній частині сланці насичені органічними матеріалами, які й забезпечили генерацію вуглеводнів.
Розробка родовища відбувається за допомогою газопереробного заводу Гавія, який ввели в експлуатацію в 2001 році. 